# Tony Wilson
Tony Wilson, abbreviazione di Anthony Howard Wilson (Salford, 20 febbraio 1950 – Manchester, 10 agosto 2007), è stato un giornalista, conduttore radiofonico, conduttore televisivo produttore discografico britannico.

## Biografia
Ha lavorato per Granada Television e BBC. Fu nel suo programma So It Goes che debuttarono in televisione nell'agosto del 1976 i Sex Pistols.
Nel 1976 fonda la Factory Records assieme ad Alan Erasmus e con il supporto alla produzione artistica di Martin Hannett, producendo alcune delle band che fecero la storia della scena musicale di Manchester, come Joy Division, New Order, A Certain Ratio, Durutti Column ed Happy Mondays. In seguito fu poi fondatore del club The Haçienda, che però fu anche la causa della rottura con Martin Hannett e Peter Saville altro importante collaboratore dell'etichetta.
Wilson è stato soprannominato Mister Manchester, per il grande lavoro di promozione culturale della città durante l'intera carriera.
È morto nel 2007 per un cancro ai reni. Le cure molto care per cercare di salvarlo furono pagate con una colletta dai musicisti della sua etichetta.

## Altri media
Della sua figura in quanto produttore discografico e manager si è occupato il regista Michael Winterbottom nel film 24 Hour Party People, in cui è interpretato da Steve Coogan.